# Josef Ullrich
Josef Ullrich (19. března 1897 Plzeň – 25. června 1967 Praha) byl český a československý politik Komunistické strany Československa, poválečný předseda MNV Plzeň, v 50. letech velvyslanec ve Velké Británii.

## Biografie
Od roku 1915 pracoval v účtárně mezd v plzeňském podniku Škoda. Za první světové války bojoval na ruské a italské frontě. Původně byl členem sociální demokracie a ještě v roce 1921 během rozkolu ve straně zůstal věrný sociálním demokratům. Stal se župním důvěrníkem sociálně demokratické mládeže. Později byl ovšem ze strany vyloučen a od roku 1924 byl členem KSČ, kde od roku 1925 řídil agitačně propagační činnost krajského vedení KSČ v Plzni. Přispíval do komunistického listu Pravda. Profesně působil jako úředník v městském divadle v Plzni. Od roku 1927 zastával funkci prvního místopředsedy krajského výkonného výboru KSČ. Už tehdy byl spojencem a spolupracovníkem Klementa Gottwalda a v roce 1929 na V. sjezdu KSČ podpořil Gottwaldův kurz bolševizace strany. Okolo sjezdu se v plzeňské organizaci KSČ rozpoutal spor. Poslanec Jakub Dědič Ullricha obvinil z toho, že zfalšoval zápis stranické konference a svévolně se zapsal coby delegát V. sjezdu. Ullrich si nakonec vymohl zadostiučinění. Ve 30. letech již patřil mezi nejvýznamnější komunistické pracovníky na Plzeňsku. Roku 1930 byl na sjezdu zvolen do ústřední kontrolní komise. Roku 1933 se uvádí jako předseda organizace Levá fronta. Byl rovněž aktivní ve výboru Svazu přátel SSSR.
V roce 1936 se oženil s plzeňskou komunistickou funkcionářkou Eliškou Ullrichovou (byla stejně jako on stoupenkyní bolševického křídla strany, po druhé světové válce působila jako poslankyně Ústavodárného Národního shromáždění). Za okupace byl již v březnu 1939 zatčen a vězněn v koncentračním táboře v Buchenwaldu. O svých zkušenostech z nacistického vězení napsal v roce 1945 knihu Šest let za ostnatým drátem.
Vrchol jeho politické kariéry nastal po osvobození. 29. listopadu 1945 byl kooptován do Ústředního výboru Komunistické strany Československa a v této funkci ho potvrdil VIII. sjezd KSČ. V letech 1945–1946 zastával funkci předsedy MNV Plzeň (primátora města). Vytvořil okolo sebe tehdy vlivnou skupinu, která ho podporovala ve vnitrostranických sporech. Jeho rivalem byl tehdy funkcionář Václav Hrbek (a jeho bratr Jaromír Hrbek). V rámci frakčního boje oba tábory šířily dehonestující informace. Proti Ullrichovi tak bylo argumentováno jeho údajně nevhodným chováním za války v koncentračním táboře. Na podzim 1945 se o Ullrichovi uvažovalo i jako o kandidátovi na poslance Prozatímního Národní shromáždění republiky Československé, ale nakonec přijal funkci člena Zemského národního výboru v Praze.
Ullrichův vliv poklesl po květnu 1946, kdy KSČ a on sám neuspěl při obhajobě postu primátora Plzně. Nekomunistické strany se vymezily proti jeho autoritativnímu způsobu řízení města a funkci získal národní socialista Karel Křepinský. Ullrich byl pak jeho náměstkem. Zákulisně organizoval spontánní protest dělníků ze Škodových závodů proti Křepinskému, ale násilná demonstrace nenaplnila svůj cíl a dále poškodila Ullrichovu pověst. V roce 1947 dominantní vliv v krajském vedení KSČ získal Karel Václavů a Ullrich se svými stoupenci byl fakticky odstaven od zásadnějšího rozhodování.
Během únorového převratu se aktivně podílel na přebírání moci v Plzni. Jeho vliv na krajské úrovni v rámci KSČ ale v té době již byl malý a byl takticky přesunut do Prahy, kde nastoupil jako pracovník ministerstva vnitřního obchodu. Byl pověřen bojem proti černému obchodu a organizováním znárodněného sektoru distribuce. V letech 1951–1954 působil jako velvyslanec ve Velké Británii a pak jako stálý zástupce Československa při Organizaci spojených národů.